# Trupanea lunifrons
Trupanea lunifrons är en tvåvingeart som först beskrevs av Mario Bezzi 1924.  Trupanea lunifrons ingår i släktet Trupanea och familjen borrflugor. Inga underarter finns listade i Catalogue of Life.